# 弥勒寺官衙遺跡
弥勒寺官衙遺跡（みろくじかんがいせき）または弥勒寺東遺跡（みろくじひがしいせき）は、岐阜県関市池尻に所在する古代の官衙関連遺跡である。当地から美濃市大矢田にまたがる国の史跡・弥勒寺官衙遺跡群（みろくじかんがいせきぐん）の構成遺跡の1つ（指定名称は「弥勒寺官衙遺跡」）として史跡指定されている。

## 概要
律令制下の古代武儀郡衙（郡の役所）の遺構である。1994年（平成2年）に発掘調査が開始され、以後8次にわたり調査が行われ2007年（平成19年）に国の史跡に指定された。
文献に言及されている郡衙の施設（郡庁院、正倉院、館（たち）、厨家（くりや）など）が、全て把握可能な全国的に類例の少ない遺跡であり、隣接する古代寺院の弥勒寺が建立された7世紀後半から郡衙が存在した奈良時代初頭から平安時代中期、さらに中世の遺構が重なる複合遺跡でもある。

## 史跡指定
この一帯には弥勒寺跡・弥勒寺西遺跡・池尻大塚古墳・丸山古窯（美濃市大矢田）があり、弥勒寺遺跡群として発掘調査が継続されている。
1959年（昭和34年）に弥勒寺跡と丸山古窯が「弥勒寺跡 附:丸山古窯跡」として国の史跡に指定された。
2007年（平成19年）には、当遺跡（弥勒寺官衙遺跡）を追加指定して、指定名称を「弥勒寺官衙遺跡群 弥勒寺官衙遺跡 弥勒寺跡 丸山古窯跡」と改めた。さらに2016年（平成28年）には、池尻大塚古墳が構成史跡に追加指定され「弥勒寺官衙遺跡群 弥勒寺官衙遺跡 弥勒寺跡 丸山古窯跡 池尻大塚古墳」と改称された。

## 遺構
- 正倉院
東西約130メートル×南北約40メートルの範囲が細長い溝で区画され、8棟の正倉を確認。
- 郡庁院
東西約50メートル×南北約60メートルの掘立柱塀で囲まれ、正殿と東西の脇殿を「品」字形に配置する建物群。この遺跡が発見される前は国府政庁でしかこの配置は確認されておらず郡衙の常識を覆す発見であった。
- 豪族居宅
- 評衙

## 遺物
円面硯など出土した遺物の一部は関市円空館の常設コーナーにて展示されている。